# Luftwaffe (Wehrmacht)
La Luftwaffe (pronunciado /ˈlʊftvafə/ (escucharⓘ), literalmente «Arma Aérea» en alemán) era la fuerza aérea integrante de la Wehrmacht (fuerzas armadas) de Alemania nazi. Creada en 1924, reorganizada tras la llegada del nazismo al poder y oficialmente desvelada en 1935 en clara violación del Tratado de Versalles, su propósito era apoyar la «guerra relámpago» (Blitzkrieg) de Adolf Hitler a través de Europa. Los aviones que iban a servir en la Luftwaffe alemana eran de una nueva era y técnicamente superiores a la mayoría de las aeronaves de otras naciones en los años 1930. Modelos como el Junkers Ju 87 Stuka y el Messerschmitt Bf 109 pasaron a simbolizar el poder aéreo alemán. Probada en combate en la guerra civil española, en donde sus pilotos adquirieron una gran experiencia y destreza, la Luftwaffe fue una de las fuerzas aéreas más poderosas, doctrinalmente avanzadas y más experimentadas en combate del mundo al inicio de la Segunda Guerra Mundial en 1939.
La Luftwaffe se convirtió en un componente esencial en las campañas militares alemanas. Operando en apoyo de las fuerzas terrestres, ayudó a que los ejércitos alemanes conquistaran la mayor parte del continente europeo en una serie de cortas y decisivas campañas en los nueve primeros meses de la guerra. Sufrió su primera derrota contra la Real Fuerza Aérea Británica (RAF) durante la batalla de Inglaterra en 1940. A pesar de este revés la Luftwaffe siguió resultando formidable y en junio de 1941 se embarcó en la búsqueda de Hitler de un imperio en Europa oriental por medio de la invasión de la Unión Soviética, con un gran éxito inicial. Sin embargo, las victorias de la Luftwaffe en la Unión Soviética se vieron frenadas en el invierno ruso de 1941-1942.
Habiendo fallado en la consecución de la victoria sobre la Unión Soviética en 1941 o 1942, la Luftwaffe se vio envuelta en una gran guerra de desgaste que se extendía hasta el Norte de África y el Frente del Canal. Con la entrada de Estados Unidos en la guerra y el resurgimiento del poder ofensivo de la RAF se creó el frente en terreno alemán, conocido como «Defensa del Reich». La fuerza de la Luftwaffe se fue erosionando lentamente y a mediados de 1944 prácticamente había desaparecido de los cielos de Europa Occidental dejando al Ejército alemán sin apoyo aéreo. No obstante la Luftwaffe continuó luchando hasta los últimos días de la guerra con una nueva generación de aviones propulsados por motores de reacción turborreactor como los Messerschmitt Me 262 y Heinkel He 162, e incluso con aviones cohete como el Messerschmitt Me 163.
La Luftwaffe estaba profundamente involucrada en los crímenes de guerra nazis. Al final de la guerra, un porcentaje significativo de la producción de aviones se originó en campos de concentración, una industria que emplea a decenas de miles de prisioneros. En enero de 1944, Messerschmitt y los contratistas utilizaron 7564 prisioneros en los campos de concentración, Heinkel y sus subsidiarias emplearon otros 9724, y Junkers usó 1571. Heinkel utilizó trabajo forzoso en Mielec y los subcampos de Mauthausen Wien-Florisdorf, Hinterbrühl y Schwechat. Junkers tenía fábricas en Wiener Neudorf (también un subcampo de Mauthausen); y operaban fábricas en los subcampos de Buchenwald Mühlhausen, Stempeda y Harzungen. La demanda de mano de obra de la Luftwaffe fue uno de los factores que llevaron a la deportación y el asesinato de cientos de miles de judíos húngaros en 1944. El Alto Mando de la Luftwaffe organizó la experimentación humana nazi, y las tropas de tierra de la Luftwaffe cometieron masacres en Italia, Grecia y Polonia.

## Historia

### Resumen
La Luftwaffe como arma aérea de la Wehrmacht, fue una fuerza militar excepcional sin precedentes en los años 1930. Mientras otras fuerzas aéreas significaban prácticamente un derroche del presupuesto para la defensa de la nación y algunos espectáculos acrobáticos para el público; la Luftwaffe de Hitler era, junto con el Heer, los pilares que sostenían las aspiraciones del Führer en Europa. Era una fuerza de élite destinada y cimentada para atacar, un hecho que al comienzo de las hostilidades en Europa, ni siquiera necesitó probarse ya que su sola y abrumadora presencia, unida a una gran campaña de propaganda, bastaba para que naciones más poderosas eludieran un enfrentamiento.
Nada ilustraba mejor el carácter de la Luftwaffe que la frase de su arquitecto, Hermann Göring, en una Orden del Día que llegó a hacerse célebre:

Nacida del espíritu de los aviadores de la Primera Guerra Mundial, inspirada por su fe en nuestro Führer y Comandante en jefe... Así es la fuerza aérea alemana de hoy, que está preparada para obedecer cada orden del Führer con la velocidad del rayo y un inimaginable poderío.
Hermann Göring

En 1940, un año después de la famosa frase de Göring los aviones de la fuerza aérea controlaban el espacio aéreo de todo el oeste de Europa venciendo a todos sus oponentes a excepción de los británicos.
Tal era la confianza de Göring en el poderío de su fuerza aérea que antes de la Segunda Guerra Mundial aventuró:

Si un solo bombardero enemigo llega a sobrevolar Alemania, dejaré de llamarme Hermann Goering y a partir de entonces podréis llamarme Meier.
Hermann Göring

...el 21 de abril de 1945, cinco años más tarde, Göring salía de Berlín sin planes oficiales cuando fue sorprendido por un bombardeo Aliado; por el camino encontró un refugio antiaéreo en el que al entrar dijo:

Permitid que me presente. Me llamo Meier.
Hermann Göring

Su excepcional fuerza aérea había sido prácticamente aniquilada por los enemigos.

### Orígenes
Creada después de la Primera Guerra Mundial, el Tratado de Versalles decretó su disolución. Fue Adolfo Hitler quien la creó siguiendo una política militarista y, sobre el papel, nunca desapareció. La sección de aviación siguió existiendo en la Reichswehr, pero de manera oculta dentro de su organigrama.
Desde 1924, pilotos, tripulaciones y mecánicos recibían entrenamiento en la Unión Soviética en el aeródromo de Lípetsk. Tras la llegada de los nazis al poder, Hitler encargó a Hermann Göring su reorganización en 1935.

### Primeras acciones (1936-1939)
Durante la guerra civil española, la Luftwaffe fue enviada por Hitler en apoyo de las fuerzas del bando nacional con el nombre de Legión Cóndor. Sus acciones en España sirvieron de preparación y base de pruebas de cara a la subsiguiente guerra europea. Según se recoge en informes de inteligencia estadounidenses desclasificados, el oficial de inteligencia nazi Karl-Erich Kühlenthal reconocía a principios de 1937 que la aviación alemana todavía no estaba bien preparada y que se preveían cuatro años de entrenamiento intensivo para revertir tal situación.

### Segunda Guerra Mundial (1939-1942)
Al estallar la Segunda Guerra Mundial (1939-1942), la Luftwaffe, dirigida por Hermann Göring, dispuso de una relativa superioridad puesta de manifiesto en la guerra civil española, en comparación con las fuerzas aéreas de otros países implicados en la guerra.
A pesar de una capacidad de producción cuantitativamente inferior en Alemania, gracias a la calidad de las aeronaves, de sus pilotos y sus novedosas estrategias, demostraron su superioridad en los primeros años de la guerra frente a las fuerzas aéreas aliadas.
Atacando de manera combinada con las unidades motorizadas y blindadas, participaron en las victorias de las campañas de Polonia y Francia.

### Inflexión en la guerra aérea: Batalla de Inglaterra y Stalingrado
A pesar de las numerosas victorias aéreas de los pilotos alemanes y su preparación, la Luftwaffe, por una estrategia errónea y mal dirigida, fue derrotada en 1940 durante la batalla de Inglaterra, donde perdió numeroso material y pilotos experimentados.
Posteriormente, fracasó nuevamente en la defensa y aprovisionamiento de la Wehrmacht sitiada y derrotada en Stalingrado.
A partir de entonces, al igual que ocurrió con el resto del ejército alemán, cedió la capacidad ofensiva y paulatinamente se centró en la defensa del suelo alemán contra los bombardeos masivos a la población civil por parte de los aliados.

### Defensa de Alemania (1943-1945)

Luftwaffe 1941-1945.

Durante toda la guerra, los pilotos alemanes reclamaron el derribo de aproximadamente 70.000 aeronaves aliadas, de estos, unos 20 000 eran aviones británicos o estadounidenses, unos 50 000 eran aviones soviéticos y unos pocos miles eran franceses, belgas, polacos u otras nacionalidades aliadas.
Las pérdidas por otro lado fueron muy altas. El número total estimado de aparatos destruidos durante la guerra totalizó 76 875 aviones. Por tipo, las pérdidas totalizaron 21 452 cazas, 12 037 bombarderos, 15 428 entrenadores, 10 221 cazas bimotores, 5 548 de ataque a tierra, 6 733 de reconocimiento y 6 141 aviones de transporte.

## Organización

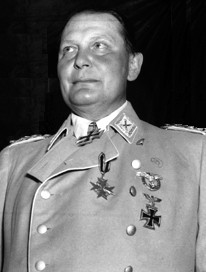
Reichsmarschall Hermann Göring.

La Luftwaffe fue desarrollada pareja al ejército gracias a la acción de Hermann Göring y su estrecha relación con Hitler.

### Jerarquía
Existían varias organizaciones de combate. Se desarrolló un método propio de identificación en función del rango para los aparatos, que permitía precisar con exactitud su adscripción y su función.
El sistema asignaba una marca especial para cada uno de los "Gruppen" (grupos) que integraban un "Geschwader" (ala) determinada, así como un color para cada "Staffel" (escuadrón) del "Gruppe", que se aplicaba a las marcas y número particular de cada aparato, lo que permitía individualizarlo.
El sistema experimentó algunas modificaciones durante el transcurso de la guerra, en función de la experiencia en combate y de las necesidades del frente. También se diferenciaba según el piloto que llevara el avión, que distinguía varios rangos, como el de Kommodore (comandante del ala), Adjutant o Einsatzoffizier.

## Crímenes de guerra y bombardeos de objetivos no militares

### Trabajo forzado

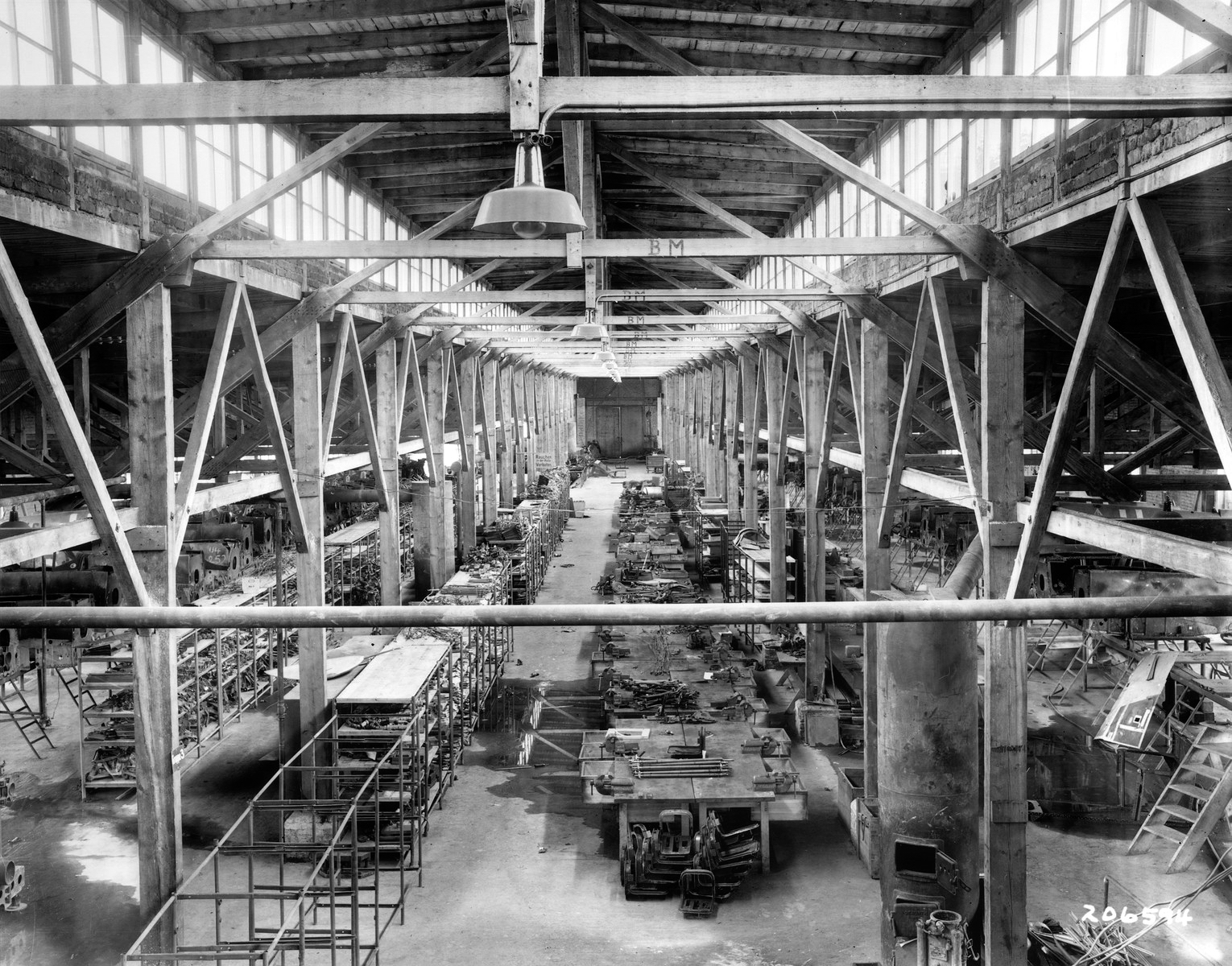
Fábrica de aviones en Flossenbürg.

En 1943 y 1944, la producción de aviones se trasladó a los campos de concentración para aliviar la escasez de mano de obra y proteger la producción de los ataques aéreos aliados. Las dos fábricas de aviones más grandes de Alemania estaban ubicadas en los campos de concentración de Mauthausen-Gusen y Mittelbau-Dora. Las partes de los aviones también se fabricaron en Flossenbürg, Buchenwald, Dachau, Ravensbrück, Gross-Rosen, Natzweiler, Herzogenbusch y Neuengamme. En 1944 y 1945, aproximadamente 90 000 prisioneros de concentración trabajaban en la industria de la aviación, y eran aproximadamente una décima parte de la población del campo de concentración durante el invierno de 1944-45. En parte, en respuesta a la demanda de la Luftwaffe de que más trabajadores forzados aumentaran la producción de combatientes, el campo de concentración se duplicó con creces entre mediados de 1943 (224,000) y mediados de 1944 (524,000). Parte de este aumento se debió a la deportación de los judíos húngaros; El programa Jägerstab se utilizó para justificar las deportaciones al gobierno húngaro. De los 437,000 judíos húngaros deportados entre mayo y julio de 1944, unos 320,000 fueron gaseados al llegar a Auschwitz y el resto fue obligado a trabajar. Sólo 50.000 sobrevivieron.
Se produjeron casi 1000 fuselajes del avión de combate Messerschmitt Me 262 en Gusen, un subcampo de Mauthausen y el brutal campo de trabajo nazi, donde la esperanza de vida promedio era de seis meses. En 1944, un tercio de la producción en la crucial planta de Ratisbona que produjo el Bf 109, los aviones más utilizados de la Luftwaffe, se originó solo en Gusen y Flossenbürg. Los prisioneros de Mittlebau-Dora produjeron aceite sintético a partir de depósitos de petróleo de esquisto como parte de la Operación Desierto dirigida por Edmund Geilenberg para compensar la disminución en la producción de petróleo debido a los bombardeos aliados. Para la producción de petróleo, se construyeron tres subcampos y 15,000 presos fueron obligados a trabajar en la planta. Más de 3500 personas murieron. El campo de concentración de Vaivara en Estonia también se estableció para la extracción de petróleo de esquisto bituminoso; cerca de 20,000 prisioneros trabajaron allí y más de 1,500 murieron en Vaivara.
Los aeródromos de la Luftwaffe se mantenían frecuentemente utilizando el trabajo forzado. Miles de reclusos de cinco subcampos de Stutthof trabajaron en los aeródromos. Los prisioneros construyeron o mantuvieron aeródromos y bases cerca de varios otros campos de concentración y guetos. Por orden de la Luftwaffe, los prisioneros de Buchenwald y Herzogenbusch se vieron obligados a desactivar las bombas que habían caído alrededor de Düsseldorf y Leeuwarden, respectivamente.
Miles de personal de la Luftwaffe trabajaron como guardias de los campos de concentración. Auschwitz incluía una fábrica de municiones custodiada por soldados de la Luftwaffe; 2.700 empleados de la Luftwaffe trabajaron como guardias en Buchenwald. Docenas de campamentos y subcampos fueron atendidos principalmente por soldados de la Luftwaffe Era típico que los campos dedicados a la producción de armamentos estuvieran a cargo de la rama de la Wehrmacht que utilizaba los productos. En 1944, muchos soldados de la Luftwaffe fueron trasladados a campos de concentración para aliviar la escasez de personal.

### Masacres

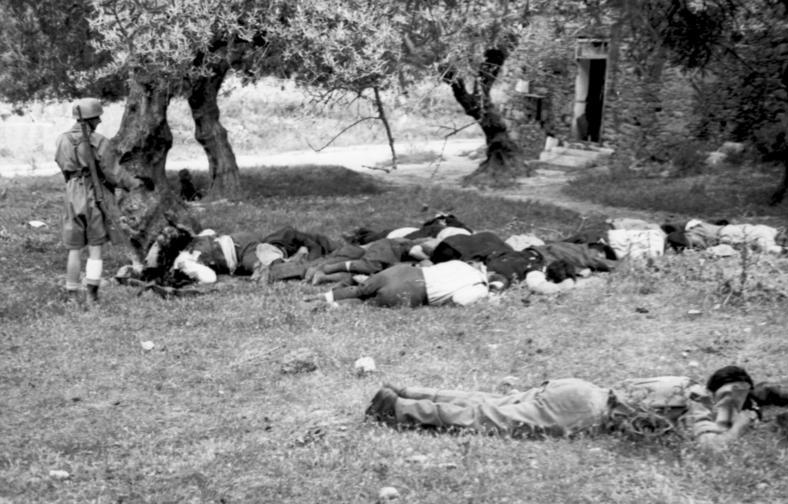
Paracaidistas de la Luftwaffe asesinan a civiles en Kondomari (Creta).

Los paracaidistas de la Luftwaffe cometieron muchos crímenes de guerra en Creta después de la batalla de Creta, incluidas las ejecuciones de Alikianos, la Masacre de Kondomari y la destrucción de Kandanos. Varias divisiones de la Luftwaffe, incluyendo la 1.ª División de Paracaidistas, la 2.ª División de Paracaídas, la 4.ª División de Paracaídas, la 19.ª División de Campo, la 20.ª División de Campo y la 1.ª División de Fallschirm-Panzer, cometieron crímenes de guerra en Italia y asesinaron a cientos de civiles.
Las tropas de la Luftwaffe participaron en el asesinato de judíos encarcelados en guetos en Europa del Este, por ejemplo, ayudando al asesinato de 2.680 judíos en el gueto de Nemirov, participando en una serie de masacres en el gueto de Opoczno y ayudando a liquidar el gueto de Deblin-Irena. deportando a miles de judíos al campo de exterminio de Treblinka. Entre 1942 y 1944, dos batallones de seguridad de la Luftwaffe estaban estacionados en el Bosque de Białowieża para las operaciones de limpieza étnica. Alentados por Göring, asesinaron a miles de judíos y otros civiles. Los soldados de la Luftwaffe con frecuencia ejecutaban a civiles polacos al azar, con insultos sin fundamento de ser "agentes bolcheviques", para mantener a la población en línea o como represalia por actividades partidarias. El rendimiento de las tropas se midió por el recuento de personas asesinadas. Diez mil miembros de la Luftwaffe estaban estacionadas en el Frente del Este para tales operaciones "antipartidistas".

### Experimentación humana
A lo largo de la guerra, los prisioneros de los campos de concentración se vieron obligados a servir como conejillos de indias humanos en las pruebas del equipo de la Luftwaffe. Algunos fueron llevados a cabo por personal de la Luftwaffe y otros fueron realizados por las SS por orden del OKL.
En 1941, se llevaron a cabo experimentos con la intención de descubrir medios para prevenir y tratar la hipotermia en la Luftwaffe, que había perdido la tripulación aérea por hipotermia de inmersión después de los amerizajes. Los experimentos se llevaron a cabo en Dachau y Auschwitz. Sigmund Rascher, un médico de la Luftwaffe con sede en Dachau, publicó los resultados en la conferencia médica de 1942 titulada "Problemas médicos que surgen del mar y el invierno". De unos 400 prisioneros obligados a participar en experimentos en aguas frías, 80 a 90 murieron.
A principios de 1942, los prisioneros de Dachau fueron utilizados por Rascher en experimentos para perfeccionar asientos de expulsión a grandes alturas. Se utilizó una cámara de baja presión que contenía a estos prisioneros para simular condiciones en altitudes de hasta 20,000 metros (66 000 pies). Se rumoreaba que Rascher realizó vivisecciones en los cerebros de las víctimas que sobrevivieron al experimento inicial. De los 200 sujetos, 80 murieron a causa de la experimentación, y los demás fueron ejecutados. Eugen Hagen, médico en jefe de la Luftwaffe, infectó presos del campo de concentración de Natzweiler con tifus para probar la eficacia de las vacunas propuestas.

### Bombardeo aéreo de objetivos no militares
Ningún derecho internacional humanitario consuetudinario positivo o específico con respecto a la guerra aérea existió antes y durante la Segunda Guerra Mundial. Esta es también la razón por la que ningún oficial de la Luftwaffe fue procesado en los juicios por crímenes de guerra aliados posteriores a la Segunda Guerra Mundial por los ataques aéreos.
El bombardeo de Wieluń fue un ataque aéreo en la ciudad polaca de Wieluń por la Luftwaffe el 1 de septiembre de 1939. La Luftwaffe comenzó a bombardear Wieluń a las 04:40, cinco minutos antes del bombardeo de Westerplatte, que tradicionalmente se considera el comienzo de la Segunda Guerra Mundial en Europa. El ataque aéreo en la ciudad fue uno de los primeros bombardeos aéreos de la guerra. Alrededor de 1300 civiles murieron, cientos resultaron heridos y el 90 por ciento del centro de la ciudad fue destruido. La tasa de bajas fue más del doble que la de Guernica. Un documental Sender Freies Berlin de 1989 declaró que no había objetivos militares o industriales en el área, a excepción de una pequeña fábrica de azúcar en las afueras de la ciudad. Además, Trenkner declaró que los bombarderos alemanes primero destruyeron el hospital de la ciudad. Dos intentos, en 1978 y 1983, de procesar a individuos por el bombardeo del hospital de Wieluń fueron rechazados por jueces de Alemania Occidental cuando los fiscales declararon que los pilotos no habían podido distinguir la naturaleza de la estructura debido a la niebla.

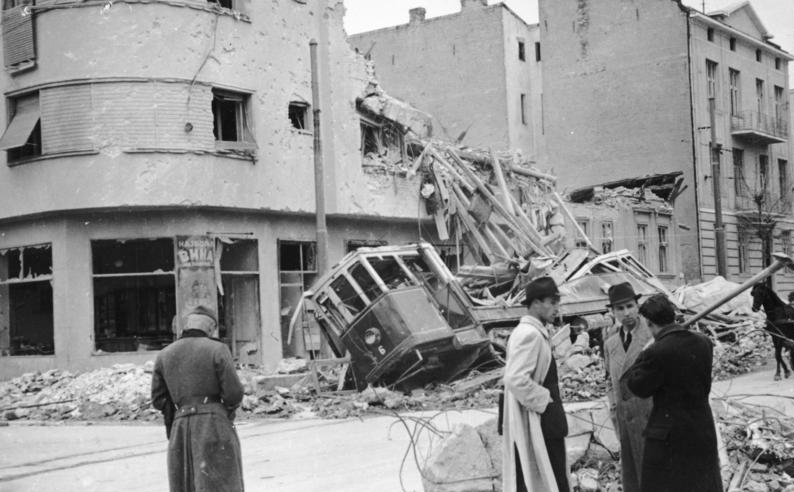
Edificios dañados por el bombardeo en Belgrado en abril de 1941

La Operación Retribución fue el bombardeo alemán de Belgrado, la capital del Reino de Yugoslavia, en abril de 1941. El bombardeo apuntó deliberadamente al asesinato de civiles como castigo, y produjo 17,000 muertes de civiles. Ocurrió en los primeros días de la Segunda Guerra Mundial, la invasión del Eje a Yugoslavia liderada por Alemania. La operación comenzó el 6 de abril y concluyó el 7 u 8 de abril, lo que resultó en la parálisis del mando, control civil y militar yugoslavo, la destrucción generalizada en el centro de la ciudad y muchas víctimas civiles. Después de la capitulación yugoslava, los ingenieros de la Luftwaffe realizaron una evaluación de daños por bombas en Belgrado. El informe indicó que se lanzaron 218.5 toneladas de bombas, con un 10 a 14 por ciento de incendios. Enumeraba todos los objetivos del bombardeo, que incluían: el palacio real, el ministerio de guerra, el cuartel general militar, la oficina central de correos, la oficina de telégrafos, las estaciones de trenes de pasajeros y mercancías, las centrales eléctricas y los cuarteles. También mencionó que se cayeron siete minas aéreas y que se habían destruido áreas en el centro y noroeste de la ciudad, lo que representaba entre el 20 y el 25 por ciento de su área total. Algunos aspectos del bombardeo siguen sin explicación, en particular el uso de las minas aéreas. En contraste, Pavlowitch afirma que casi el 50 por ciento de las viviendas en Belgrado fueron destruidas. Después de la invasión, los alemanes obligaron a entre 3,500 y 4,000 judíos a recoger los escombros causados por el bombardeo.

### Juicios
Varios prominentes comandantes de la Luftwaffe fueron condenados por crímenes de guerra, entre ellos el general Alexander Löhr y el mariscal de campo Albert Kesselring.

## Aviones empleados en la guerra (1939-1945)
La Luftwaffe, a través de las principales empresas aeronáuticas del país, diseñó y construyó miles de aviones a una media de casi 15 000 aviones anuales (1250 aviones mensuales), en total antes y durante la guerra las industrias alemanas construyeron casi 86 000 aviones, de todas las formas, modalidades y usos, y de distintos fabricantes:
- Junkers Ju 52 (4500 aviones construidos): Fue uno de los aviones más utilizados por Alemania; avión polivalente, usado normalmente para operaciones paracaidistas y de suministro; sus mayores apariciones tuvieron lugar durante la invasión por tropas aerotransportadas y paracaidistas de Creta y la batalla de Stalingrado, donde eran los Ju-52 los encargados de hacer llegar víveres a los soldados sitiados.

- Junkers Ju 87 Stuka (6000 aviones construidos): Es uno de los aviones más característicos y conocidos de la Segunda Guerra Mundial, conocido por su ataque en picado y su sonido característico.

- Junkers Ju 88 (15 000 aviones construidos): Fue, junto al He-111 el avión pesado por excelencia para operaciones de bombardeo; ampliamente usado durante la Batalla de Inglaterra, fue operado y fabricado durante toda la guerra y en grandes cantidades por sus buenas prestaciones y su alta fiabilidad; entre otras cosas su velocidad (550 km/h) era todo un récord para un bombardero pesado.

- Heinkel He 111 (7300 aviones construidos): Bombardero que se produjo en grandes cantidades; fue uno de los aviones insignia de la Luftwaffe, bombardero usado durante toda la guerra fabricado por la casa aeronáutica Heinkel.

- Heinkel He 51 (700 aviones construidos): A pesar de que se construyeron cientos de unidades, este avión quedó obsoleto incluso antes del comienzo de la guerra, debido a la aparición del Messerschmitt Bf 109, su mayor aparición fue en 1936, durante la guerra civil española.

- Heinkel He 177 Greif (1180 aviones construidos): Se trataba de un avión bombardero pesado de largo alcance y con una alta capacidad en cuanto a número de bombas que podía transportar, se fabricaron más de un millar.

- Heinkel He 162 (170 aviones construidos): Fue el modelo de avión a reacción fabricado por Heinkel, pero solo se produjeron menos de dos centenas, debido al uso del otro avión a reacción, el Messerschmitt Me 262.

- Heinkel He 219 (300 aviones construidos, aproximadamente): Avión nocturno, construido por la casa Heinkel, pudo ser un avión revolucionario, pero su puesta en escena (1945) hizo que no tuviera una alta participación debido al bajo número de aviones construidos, a pesar de ello, en las operaciones en que participó, demostró su superioridad en todos los aspectos, contra sus semejantes británicos y estadounidenses, además de sus bombarderos.

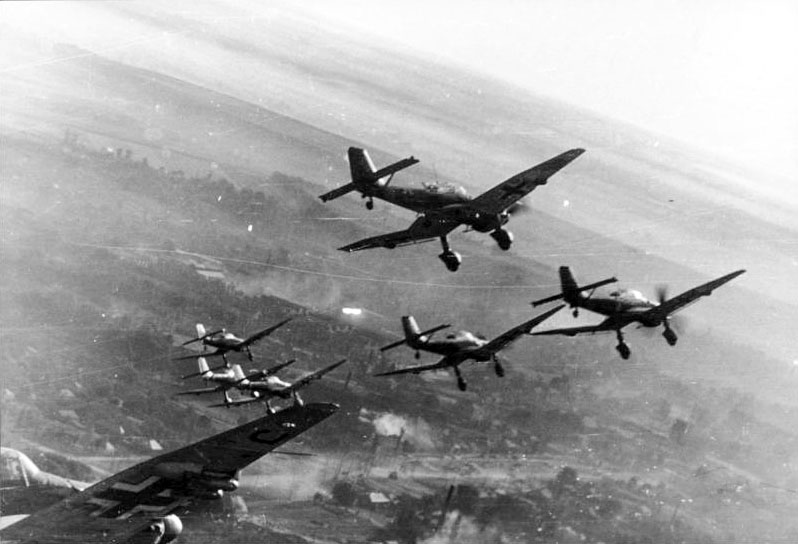
Escuadrilla de Stukas

- Focke-Wulf Fw 190 (20 000 aviones construidos): Además de ser uno de los aviones más fabricados de la guerra, fue también el avión al que se le encargó la tarea de sustituir al Messerschmitt Bf 109; objetivo que consiguió solo parcialmente a pesar de sus excelentes prestaciones.

- Focke-Wulf Fw 200 Condor (200 aviones construidos): Avión usado para transporte, reconocimiento a largas distancias y bombardero de objetivos marítimos, no tuvo un gran número de aviones fabricados, por lo que su impacto en la guerra no fue muy significativo.

- Focke-Wulf Ta 152 (67 aviones construidos): Fue un prototipo de caza de Focke-Wulf, que no llegó a pasar a producción, por la aparición de otros modelos mejores de caza.

- Messerschmitt Bf 109 (33 000 aviones construidos): Fue el avión más fabricado de la guerra; fue el caza por excelencia de la aviación alemana; considerado de última generación y ultramoderno al principio de la guerra, permaneció en primera línea hasta 1944, cuando (parcialmente) fue sustituido por el Focke-Wulf Fw 190.

- Messerschmitt Bf 110 (6170 aviones construidos): Un avión muy polivalente usado durante toda la guerra, se trataba de un bombardero ligero, que podía ser dirigido por un único combatiente, desempeñó también tareas de caza nocturno o cazabombardero.

- Messerschmitt Me 262 (1400 aviones construidos): Fue el primer avión de la historia impulsado a reacción en entrar en combate, además de ser el primero que se produjo en cantidades considerables; como en otras circunstancias, a pesar de su gran superioridad (900 km/h, contra 700 km/h) su tardanza en entrar en servicio (se empezó a producir a nivel industrial en septiembre de 1944, cuando el prototipo estaba listo desde 1941) no permitió cambiar el curso de la guerra.

- Messerschmitt Me 163 Komet (370 aviones construidos): Sus 970 km/h lo convertían en el avión más rápido de la Luftwaffe; estaba propulsado por un cohete en su parte trasera, cuyo combustible y funcionamiento era el mismo que propulsaba los V-1 y los V-2, fue el único avión cohete que entró en combate en grandes cantidades.

- Messerschmitt Me 323 Gigant (340 aviones construidos): Uno de los mayores aviones de la Luftwaffe, estaba propulsado por 6 potentes motores, su principal misión era el transporte de víveres o de soldados, etc.

- Arado Ar 196 (540 aviones construidos): Inicialmente concebida para ser usada en el futuro portaaviones Graf Zeppelin, finalmente se usó como hidroavión para patrulla costera.

- Serie AR también fueron construidos (500 aviones construidos, aproximadamente): Fue una serie de varios bombarderos, construidos por la empresa Arado, el más famoso de ellos y que en mayores cantidades se produjo (144) fue el Arado Ar 232.

- Dornier Do 17 (1700 aviones construidos): Fue un bombardero táctico ligero.

- Henschel Hs 123 (1500 aviones construidos, aproximadamente): Fue un avión que como ocurrió con otros aviones, a pesar de la alta cantidad de aviones producidos quedó obsoleto incluso antes de la guerra; en el caso de este avión, su sustituto fue el Stuka, muy superior; el Hs 123 era un avión biplano, que como el Junkers Ju 87, bombardeaba en picado.

- Fieseler Fi 156 Storch (2500 aviones construidos): se trataba de una avioneta producida en grandes cantidades, que era pilotada por un único piloto, su principal labor eran las labores de enlace y mensajería.

- Junkers Ju 188 (1200 aviones construidos): Estuvo 3 años en servicio este bombardero de gran capacidad, era el avión alemán con mayor rendimiento y mayor radio de acción.

- Henschel Hs 129 (865 aviones construidos): Su misión era la de ataque a tierra para la destrucción de elementos acorazados, pero su bajo número de unidades fabricadas supuso que no tuviera un gran impacto en la guerra.

- Junkers Ju 388 (69 aviones construidos): Avión polivalente, introducido muy tarde en la guerra, y por los problemas de producción y las condiciones generales de la guerra provocaron que solo fueran entregados unos pocos.

### Material y equipamiento
La Luftwaffe estuvo equipada con aeronaves generalmente de gran capacidad diseñadas por diferentes empresas:
| - Arado Flugzeugwerke - Arado Ar 196 - Arado Ar 232 - Arado Ar 234 - Arado Ar 240 - Arado E.555 - Arado E.560 - Bachem - Bachem Ba 349 - Blohm & Voss - BV 40 - BV 155 - Dornier - Do 17 - Do 215 - Do 335 - Heinkel - He 50 - He 60 - He 66 - He 70 - He 111 - He 118 - Hs 123 - Hs 127 - Hs 129 - Hs 132 - He 162 - He 177 - He 178 (primer avión de motor a reacción en servicio). - He 343 - Heinkel Lerche II - Heinkel Wespe | - Junkers - Ju 52 - Ju 87 - Ju 88 - Junkers Ju-88C/R/G/H - Fieseler - Fi 156 - Fi 167 - Focke-Wulf - Fw 190 - Fw 200 - Ta-152 - Fw 300 - Gothaer Waggonfabrik - Gotha Go 244 - Horten Ho 229 - Messerschmitt - Bf 109 - Bf 110 - Me 163 - Me 262 - Me 321 - Me 323 - Siebel - Siebel Si 201 |

La aparición de estas aeronaves revolucionó los combates aéreos debido fundamentalmente a varios factores como son: su fiabilidad, su avanzada tecnología para la época en que hicieron su aparición, sus poderosos armamentos y la rapidez de éstas con relación a sus rivales.

#### Aeronaves destacadas
A continuación se relacionan las aeronaves más destacadas por su relevancia y eco en la cultura popular:
- Messerschmitt Bf 109 (E Emil y G Gustav).

Fue el caza que formó la espina dorsal de la Luftwaffe durante la guerra civil española y la Segunda Guerra Mundial. Un monoplano de ala baja, carlinga cerrada, tren retráctil y estructura por completo metálica, que desarrollaba unos 1175 hp producidos por un motor Daimler-Benz DB601A de 12 cilindros en V invertida refrigerado por líquido. Estaba poderosamente armado con al menos 2 cañones de 20 mm y podía alcanzar alrededor de unos 600 km/h. Las características principales de estas versiones, que fueron los cazas por excelencia de la Luftwaffe (el G constituyó el 70% de la flota), eran: dimensiones pequeñas, gran aceleración, rápida trepada (régimen de ascenso), una gran maniobrabilidad, mayor que la de otros cazas aliados a altas cotas, y un poderoso armamento junto con su facilidad y reducido costo de producción.
- Junkers Ju 87 (Stuka).

La muerte aulladora o Las trompetas de Jericó; un bombardero en picado que fue el terror de las fuerzas terrestres debido a su precisión en el ataque a tierra. Era muy resistente y maniobrable aunque muy poco armado defensivamente por lo que necesitó de escolta contra los cazas enemigos para los que era una presa fácil. Fue una parte muy importante de la propaganda nazi de la época.
- Focke-Wulf Fw 190

Otro caza monoplano poderosamente armado (2 ametralladoras MG 131 de 13 mm y 4 cañones de al menos 20 mm -4x MG 151 o 2x MG 151 + 2x MK 108 de 30 mm-), muy pequeño, más rápido y más maniobrable que cualquier caza aliado contemporáneo. Fue introducido en 1941 y paulatinamente sustituyó al Bf 109 como caballo de batalla de la Luftwaffe e incluso al Stuka como avión de ataque a tierra táctico.
- Heinkel 111 (He 111 o 111).

Un bombardero medio bimotor multipropósito ya que tuvo varios cometidos principales a lo largo de su historia; desde bombardero táctico hasta avión de ataque o torpedero. Fue el bombardero más numeroso y espina dorsal de las Kampfgeschwader de la Luftwaffe.